# Bayerisches Staatsministerium für Digitales
Das Bayerische Staatsministerium für Digitales (StMD) ist ein Ministerium des Freistaates Bayern mit Sitz in München. Es wurde im November 2018 geschaffen.

## Leitung
Staatsminister ist seit 2023 Fabian Mehring (Freie Wähler). Leitender Beamter und Amtschef ist seit 2018 Ministerialdirektor Hans Michael Strepp.

## Aufgaben
Das neue Staatsministerium übernahm die Aufgaben des bisherigen Staatsministers für Digitales, Medien und Europa in der Staatskanzlei für die Grundsatzangelegenheiten und die Koordinierung der Digitalisierung Bayerns. Es ist außerdem zuständig für die bisher beim Staatsministerium der Finanzen, für Landesentwicklung und Heimat ressortierenden strategischen Fragen der digitalen Verwaltung. Zu den Themen gehören auch strategische Zukunftsfragen des Digitalstandorts Bayern, neuer digitaler Technologien, die Aufgabe des IT-Beauftragten für Bayern und die Koordinierung der Ressort-CIOs (Chief Information Officers), die föderale IT-Kooperation im Bund, das IT-Recht und IT-Controlling, aber auch die ethischen Fragen, die mit der Digitalisierung zusammenhängen. Das Staatsministerium übernahm aus der Staatskanzlei auch die Zuständigkeit für die Filmförderung und -politik sowie digitale Unterhaltung (Computerspiele).
Am 7. Dezember 2021 beschloss die Bayerische Staatsregierung die Gründung der Digitalagentur byte als zentrale Beratungs- und Unterstützungseinheit für digitale Transformation aufzubauen. Die byte – Bayerische Agentur für Digitales wurde formal am 9. Februar 2022 gegründet und setzt mit der staatlichen Verwaltung des Freistaates Digitalprojekte um, beispielsweise das bayerische Open-Data-Portal open bydata. Sie ist eine GmbH und hat ihren Firmensitz in München. Eigentümer ist der Freistaat Bayern.

## Organisation
Das Ministerium unterteilt sich in die folgenden fünf Abteilungen:
- Abteilung Z – Zentrale Angelegenheiten, Recht
- Abteilung A – Digitales Bayern
- Abteilung B – Innovative Verwaltung
- Abteilung C – Moderner Staat
- Abteilung D – Zukunftswelten

Daneben besteht die Stabstelle Kommunikation und Strategie.

## Staatsminister
| Name           | Bild | Amtszeit                               | Kabinett  |
| -------------- | ---- | -------------------------------------- | --------- |
| Judith Gerlach |      | 12. November 2018 bis 8. November 2023 | Söder II  |
| Fabian Mehring |      | ab 8. November 2023                    | Söder III |